# Groupe ISAE

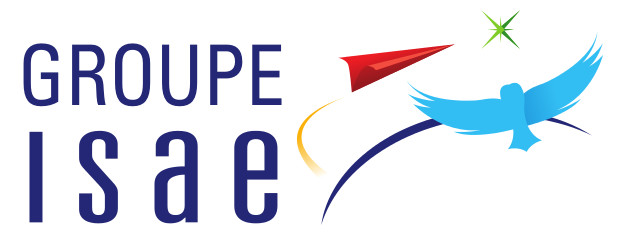
Groupe ISAE

Groupe ISAE är ett nätverk av franska universitet (Grandes Écoles) verksamma inom flyg- och rymdområdet. Det skapades 2011 och består av :
- Institut supérieur de l'aéronautique et de l'espace
- École nationale supérieure de mécanique et d'aérotechnique
- Institut supérieur de mécanique de Paris
- École nationale de l'aviation civile[3]
- École de l'air et de l'espace
- École supérieure des techniques aéronautiques et de construction automobile